# Рагимов, Джамал
Джамал Рагимов (азерб. Camal Rəhimov, род. 16 сентября 1987 года) — азербайджанский спортсмен-всадник, участник летних Олимпийских игр в Пекине и Лондоне. Специализируется в конкуре. Окончил Школу бизнеса Риджентс в Лондоне (специальность — управление бизнесом). Помимо азербайджанского, владеет русским, английским, французским и турецким языками. Является внуком посла Азербайджана в Польше Гасана Гасанова. Живёт в Бельгии.

## Карьера

### Олимпийские игры 2008
Джамал Рагимов стал первым азербайджанским конником на Олимпийских играх. 20-летний Джамал был единственным спортсменом, представляющим Азербайджан в конном виде спорта на этой Олимпиаде. Выступал Джамал на коне по кличке Ионеско де Брекка. Этот конь был куплен почти за 2 миллиона евро в связи с болезнью собственного коня спортсмена. Первый раунд Джамал выполнил всего лишь с одним нарушением, заняв 14-е место. Однако во втором раунде он упал с коня и тем самым выбыл из соревнований.

### Олимпийские игры 2012
На Олимпийских играх в Лондоне Джамал Рагимов выступил на коне Warrior (Воин). В личном конкуре азербайджанский спортсмен сумел пройти первый квалификационный раунд, набрав всего 5 штрафных очков и заняв 53-е место. Второй квалификационный раунд у Рагимова не получился. Он набрал 13 штрафных очков и с суммой в 18 очков занял 60-е место.